# Falkenberg (Brandeburgo)
Falkenberg (pronunciación en alemán: /ˈfalkn̩ˌbɛʁk/ⓘ) es un municipio del distrito de Elba-Elster, en el suroeste de Brandeburgo (Alemania). Está situado a las orillas del río Schwarze Elster. Está a 16 km de Torgau y 13 km al noroeste de Bad Liebenwerda.